# Gnipahellir

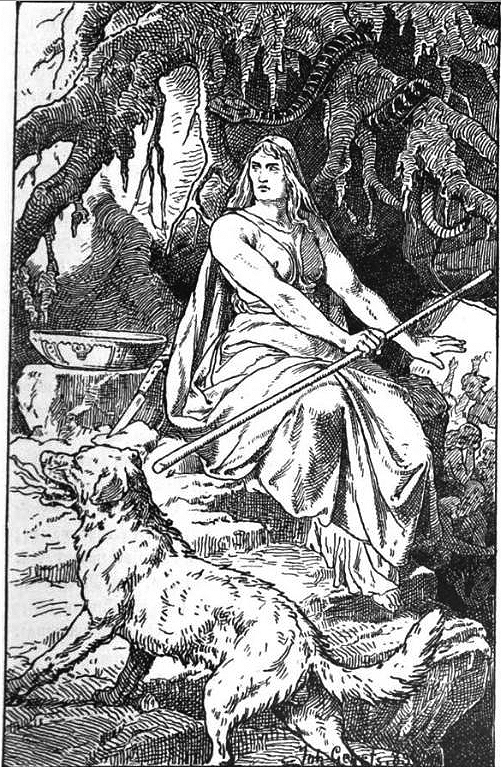
Hel en Garmr

Gnipahellir ("Rotshol") is in de Noordse mythologie een voorportaal naar Niflheim, de onderwereld waar Hel regeert. 
In het rotshol bevindt zich de hond Garmr ("Janker"), die te vergelijken is met de Griekse Kerberos. Deze reusachtige hond zal in gevecht raken met Týr en zij zullen elkaar doden tijdens Ragnarok.